# Rutilia luzona
Rutilia luzona là một loài ruồi trong họ Tachinidae.